# Ibuki Yoshida
Ibuki Yoshida (吉田 伊吹 Yoshida Ibuki?), född 1 november 1997 i Miyagi prefektur, är en japansk fotbollsspelare.
Yoshida började sin karriär 2020 i AC Nagano Parceiro. Han spelade 27 ligamatcher för klubben. 2021 flyttade han till Blaublitz Akita.